# Gérard Augustin
Ne pas confondre avec Augustin Gérard, général français
Gérard Paul Marie Augustin est un écrivain français, né le 3 avril 1942 à Toulon et mort le 21 janvier 2012 à Paris 10e.

## Présentation de l'œuvre
La prise en compte de traditions essentiellement (mais pas exclusivement) méditerranéennes et, dans le même temps, une constante invention au service de leur pérennité et de leur aptitude à éclairer l'époque contemporaine caractérisent l'œuvre poétique de Gérard Augustin. D'une façon parfois explicite, parfois diffuse, cette œuvre s'appuie sur certains grands textes qui sont tout ensemble de sagesse et de poésie (Le Guide des égarés, le Tao Tö King, la Vita nuova) de même que sur quelques grands mythes du monde méditerranéen (l'Averne, la Sibylle, Dionysos, Ariane…). L'invention tient, quant à elle, au parti que l'œuvre tire de ces écrits et de ces fables qui irriguent toute sa démarche. Par divers moyens — nouvelle traduction, réécriture partielle, méditation poétique, paraphrase — souvent conjugués à l'intérieur d'un seul volume, cette relecture active des traditions va s'articuler à d'autres pages comportant une forte dimension autobiographique. Ces deux versants où alternent proses et vers se trouvent eux-mêmes emportés par une langue intensément imagée. Par ce lien à l'autobiographie se trouve relancée la tradition troubadouresque dont Gérard Augustin se réclame d'une alternance du chant poétique et de la vie en prose (vita) du poète. Par lui sont interrogées dans une perspective innovante les séparations que l'écrivain conteste entre prose et vers, pensée et lyrisme, autobiographie et chant. L'écriture est alors autant pensive que poétique.
Gérard Augustin a traduit des textes grecs, espagnols, italiens, anglais, turc et japonais. Dans le domaine de l'édition, après avoir été rédacteur en chef de la revue Digraphe, il a créé avec Michel Cassir la collection « Levée d'ancre » aux éditions L'Harmattan.  En 2016, avec son centième numéro correspondant à l’œuvre posthume Ariane sur la route du sel, cette collection a salué la mémoire de son cofondateur. Gérard Augustin a participé de nombreuses fois au Printemps des poètes. Il a été invité pour la journée mondiale de la poésie à Delphes en 2001, au Festival international de poésie du monde latin Ars Amandi en 2000 à Constanța et en 2003 à Sibiu, ainsi qu'au IVe Festival de poésie de Yalova en 2002, de Vilnius en 2007. Il a été correspondant des revues Péristyles (Beyrouth), Nea Synteleia (Athènes), Contemporanul (Bucarest), Edebiyat ve Eleptiri (Istanbul).
Des hommages lui ont été rendus à Paris, le 30 janvier 2012 au théâtre du Lucernaire, et à la galerie Prodromus, en novembre 2013  ainsi qu'en ligne par la revue internationale de poésie contemporaine Place de la Sorbonne. Des extraits de ses poèmes se trouvent dans de nombreuses revues et sur des sites de poésie contemporaine. Un livre d'hommages lui est consacré.
Ses poèmes sont traduits dans plusieurs langues, notamment en turc (anthologie personnelle de Gérard Augustin, Istanbul, ed. Digraf) et en roumain (traduction roumaine par Gabriela et Constantin Abaluta du Voyage de Lao Tseu, Constanta, Ex Ponto et du Guide des égarés, Cluj, ed. LIMES).

## Œuvres
- Sans intention..., images gravées et typosignes d’Émile Bernard Souchière, Gigondas, France, Atelier des Grames, 1971 (BNF 35284530).
- Ariane, Ed. Pierre-Jean Oswald, coll. Voies Nouvelles, 1974.
- Vies nouvelles, Paris, Éditions Flammarion, coll. « Digraphe », 1979, 179 p.  (ISBN 2-08-062509-8)
- Indes méditerranéennes, Paris, Éditions Flammarion, coll. « Poésie », 1984, 205 p.  (ISBN 2-08-064625-7)
- Dragons, reliefs d’Anik Vinay, Gigondas, France, Atelier des Grames, coll. « Les Grecqués », 1987, 28 p. (BNF 34637042)
- La Fille de Roland, Atelier des Grames, 1992.
- Dialogue avec la Sibylle, au bord du lac Averne, in Digraphe, 1998.
- Le Guide des égarés, Paris, Digraphe, 1999, 137 p.  (ISBN 2-84237-028-7)
- Le Retour du temps, Paris, L’Harmattan, coll. « Levée d’ancre », 2002, 95 p.  (ISBN 2-7475-2439-6)
- Constantza/ Constanţa, éd. bilingue français-roumain, Ex Ponto, 2003  (ISBN 973-644-155-5)
- Le voyage de Lao-Tseu à Constantinople, Paris, L’Harmattan, coll. « Levée d’ancre », 2004, 232 p.  (ISBN 2-7475-6334-0)
- Nicosie, suivi de Les banquets de Dinana , Paris, L’Harmattan, coll. « Levée d’ancre », 2008, 129 p.  (ISBN 978-2-296-05518-6)
- Athènes dispersée parmi les fleurs, suivi de Les banquets de Dinana , Paris, L’Harmattan, coll. « Levée d’ancre », 2010, 112 p.  (ISBN 978-2-296-11237-7)
- Ariane sur la route du sel, Paris, L’Harmattan, coll. « Levée d’ancre », 2016, 140 p.  (ISBN 978-2-343-09215-7)

## Livres avec les peintres
- Un corps, bois gravés d’Émile Bernard Souchière, Gigondas, France, Atelier des Grames, 1973, 23 p. (BNF 35622268)
- Le 1er novembre 1978, reliefs d’Anik Vinay, Gigondas, France, Atelier des Grames, 1979, 3 p. (BNF 34637042)
- Giorgione, bois gravés enluminés de Bernard Souchière, Atelier des Grames, 1990.
- La Guerre, gravures de Mireille Baltar, Adac, 1991.
- Sinon pour cette lumière, gravure de Bernard Souchière, Atelier des Grames, 1991.
- Roissybus, gravures de Wong Moo-Chew, Villa Arson, 1995.
- Alexandrie 1, gravures de Mireille Baltar, Adac, 1995.
- 38 peintures de Viswanadhan, Digraphe, N° 80/81, Printemps/été 1997, 9 p.

## Traductions
- Excès, de Mauricio Wacquez, l'Atelier des Grames, 1969.
- La veillée, de Clay Grubb, Christian Bourgois, 1978.  (ISBN 2-267-00105-5)
- Chant cérémoniel contre un tamanoir, de Antonio Cisneros, in Digraphe, no 79, 1997.
- La côte des épices, poésie du Kerala, in Digraphe, no 80-81, 1997.
- Poésie chilienne, 1973-1998, in Digraphe, no 88, 1999.
- Soleil exécuteur d’une pensée verte, de Nanos Valaoritis, Digraphe-Ed., 1999.  (ISBN 2-84237-031-7)
- Le paradis retrouvé, poèmes, proses de José Lezama Lima, traduits avec Michel Falempin, in Digraphe, no 90-91, 2000.
- Kurukshetram, de Ayyappa Paniker, Kottayam, D.C. Books, 2000.
- Mon Certificat d’éternité, de Nanos Valaoritis, L’Harmattan, 2001.  (ISBN 2-7475-1023-9)
- La migration des tribus, de Ayyappa Paniker, L’Harmattan, 2001.  (ISBN 2-7475-1721-7)
- Méditerranée, ombrageuse voyance, anthologie de 14 poètes, en coll., L’Harmattan, 2002.
- L’homme de la rue, de Fernando Beltrán, L’Harmattan, 2004.  (ISBN 2-7475-5762-6)
- Frôlements d’ombres, L’Harmattan, 2002.  (ISBN 2-7475-6292-1)
- Le Saurien rencontre l’après-midi, de P. Suarez, L’Harmattan, 2006.  (ISBN 2-7475-9875-6)
- Après la tempête et autres poèmes, de Metin Cengiz, L'Harmattan, 2006.  (ISBN 2-296-01218-3)
- Le Solstice des anges, de Dino Siotis, L’Harmattan, 2006.  (ISBN 2-296-00085-1)
- Anidéogrammes, de Nanos Valaoritis, L’Harmattan, 2007.  (ISBN 978-2-296-02683-4)
- Ceux qui n'existent pas, de Hiromi Tsukui, L’Harmattan, 2007.  (ISBN 978-2-296-05228-4)
- Mari d’Ingrid, de Paul Henry, L’Harmattan, 2008.
- La Boîte de Pandore, de Nanos Valaoritis, L’Harmattan, 2008.  (ISBN 978-2-296-07509-2)
- Cahiers crétois, de Fabio Scotto, Éditions de la Margeride, 2010.
- L'eau qui rit, de Hiromi Tsukui, L’Harmattan, 2010.  (ISBN 978-2-296-12285-7)
- Paramythologies, de Nanos Valaoritis, L’Harmattan, 2011.  (ISBN 978-2-296-55455-9)